# Лазаро Далькур
Лазаро Далькур (ісп. Lázaro Dalcourt, нар. 25 квітня 1971, Канделарія) — кубинський футболіст, що грав на позиції півзахисника за «Пінар-дель-Ріо» та національну збірну Куби.

## Клубна кар'єра
У дорослому футболі дебютував 1989 року виступами за команду «Пінар-дель-Ріо». Захищав кольори цього клубу протягом усієї ігрової кар'єри, що тривала до 2003 року. 
Єдиним виключенням була перша полоаина 1999 року, коли ціла група кубинських футболістів отримала дозвіл виступати у четвертому німецькому дивізіоні за команду  «Боннер».

## Виступи за збірну
1996 року дебютував в офіційних матчах у складі національної збірної Куби.
У складі збірної був учасником трьох розіграшів Золотого кубка КОНКАКАФ — 1998, 2002 та 2003 років.
Загалом протягом восьмирічної кар'єри в національній команді провів у її формі 53 матчі, забивши 16 голів.